# 브랜던 오닐
브랜던 오닐(1994년 4월 12일 ~ )은 오스트레일리아의 축구 선수이다. 포지션은 미드필더이다. 현재 A리그의 뉴캐슬 유나이티드 제츠 FC 소속이다.

## 클럽 경력
2010년 퍼스 글로리 FC와 유스 계약을 체결했다. 2012년 3월 12일에 열린 골드코스트 유나이티드와의 A리그 경기에서 프로 데뷔전을 치렀다.
2015년 6월에 시드니 FC로의 이적이 발표되었다. 2016년 10월 8일 열린 웨스턴 시드니 원더러스 FC와의 시드니 더비에서 프리킥 득점으로 프로 데뷔골을 기록했다.
2020시즌을 앞두고 K리그1의 포항 스틸러스로 이적했다.
2020-21시즌 겨울 이적시장에서 타이 리그 1의 부리람 유나이티드로 이적했다.

## 국가대표팀 경력
2019년 6월 7일 열린 대한민국 축구 국가대표팀과의 친선경기에서 오스트레일리아 축구 국가대표팀 데뷔전을 치렀다.